# Anne Heche
Anne Celeste Heche [/heɪtʃ/], född 25 maj 1969 i Aurora, Ohio, död 11 augusti 2022 i Los Angeles, var en amerikansk skådespelare, filmregissör och manusförfattare.

## Karriär
Anne Heche började sin skådespelarkarriär med NBC:s dagtidstv-serie Another World, i vilken hon spelade Vicky Hudson och Marley Love under åren 1987 till 1991. För de rollerna fick hon en Daytime Emmy Award och två Soap Opera Digest Awards.
Sin debut på vita duken gjorde hon ett par år senare i och med sin medverkan i Huckleberry Finns äventyr (1993). Därefter erhöll hon mindre biroller tills hon år 1997 nådde en höjdpunkt i sin karriär då hon fick större biroller i filmer som Donnie Brasco, Volcano, Jag vet vad du gjorde förra sommaren och Wag the Dog. Året därpå medverkade hon i actionkomedifilmen Sex dagar sju nätter och drama-thrillerfilmen Return to Paradise.
Åren 2000 till 2002 spelade hon huvudrollen i Proof på Broadway, som hon rosades för. Exempelvis skrev Guardians of the Galaxys regissör James Gunn "Ärligt talat, så tror jag att det kanske är det bästa skådespelarprestationen jag någonsin sett i mitt liv". År 2004 gjorde hon en ny huvudroll på Broadway i uppsättningen Twentieth Century, där hon spelade Lily Garland. För denna roll nominerades hon till en Tony.
Under 2000-talet gjorde Heche en annan typ av roller än de hon tidigare gjort. I den kusliga filmen Birth spelade hon svägerska mot Nicole Kidman, en änka som konfronteras med vad som verkar hennes bortgångne man återfödd i form av ett litet barn. I David Mackenzies film Spread, spelade hon en äldre kvinna i en relation där maken är notoriskt otrogen. I filmen spelade hon med Ashton Kutcher.
År 2001 debuterade Heche som långfilmsregissör i Reaching Normal. Ett år tidigare regisserade hon ett segment till HBO:s episodfilm If These Walls Could Talk 2 i vilket Ellen DeGeneres och Sharon Stone spelade ett lesbiskt par som kämpar med att få rätt att adoptera ett barn. År 2002 medverkade hon i John Q. där hon spelade mot Denzel Washington.
Under 2010-talet spelade hon exempelvis med Sandra Oh i Catfight. År 2017 släppes filmen My Friend Dahmer, där hon spelade rollen som Joyce Dahmer, mamma till den ökända seriemördaren Jeffrey. Hennes tolkning beskrevs av The Guardian som en "genialisk tolkning av svart komedi".

## Privatliv
Anne Heche föddes i delstaten Ohio som dotter till Nancy och baptistpastorn Donald Heche. Under uppväxten flyttade familjen till flera olika platser i USA, bland annat New Jersey och Chicago.
Hon hade fyra syskon, Cynthia, Nathan, Susan och Abigail. Innan Heche föddes hade hennes syster Cynthia avlidit vid två månaders ålder efter en missbildning i hjärtat. År 1983 blev hennes pappa en av de första i USA att diagnostiseras med aids och i samband med detta framkom att han var homosexuell.
Vid 12 års ålder började hon spela teater, för vilket hon erhöll 100 dollar i veckan. Pengarna var ett välkommet tillskott till familjens kassa. Året därpå avled hennes pappa i aids, han var då 45 år. Samma år som fadern avled omkom även hennes bror Nathan i en bilolycka. Strax därefter flyttade Heche tillsammans med den kvarvarande familjen till Chicago.
Även hennes syster Susan Bergman avled tidigt. Efter att ha drabbats av cancer i hjärnan avled hon vid 48 års ålder. Bergman har skrivit en bok om sin familj som heter Anonymity, utgiven i december 1994. 
Mellan åren 1997 och 2000 var Anne Heche tillsammans med komikern och skådespelaren Ellen DeGeneres. De träffades på Oscarsgalan 1997 och blev förälskade. Paret beskrevs som "det mest kända lesbiska paret i USA" av The New York Times Magazine. Efter att relationen med DeGeneres offentliggjorts erbjöds hon inga fler roller i stil med rollen hon gjorde i filmen Sex dagar, sju nätter. Själv har hon uttryckt att hennes samkönade relation skulle vara den bakomliggande orsaken till detta.
År 2000 skrevs hon in på en psykiatrisk avdelning efter att hon hittats vandrandes ensam i öknen utanför Fresno i Kalifornien.
Mellan 2001 och 2009 var hon gift med kameramannen Coley Laffoon. Paret fick ett barn, Homer Laffoon.
Den 4 september 2001 gav hon ut sin självbiografi Call Me Crazy, vilken hon skrev på endast sex veckor.[källa behövs] I en intervju med Barbara Walters, som sändes på 20/20 den 5 september 2001, berättade hon att hon under sina 31 år som psykiskt sjuk trodde att hon hade två personligheter; den riktiga Anne Heche och Celestia, som var från en annan planet. Hon berättade även att hon varit psykiskt sjuk under större delen av sitt liv, men att personligheterna började splittras allt mer vid 25 års ålder. Heche ansåg att den psykiska ohälsan triggades av att hon blivit sexuellt utnyttjad av sin far i barndomen. Vidare berättade hon att hon varken kategoriserade sig som heterosexuell, bisexuell eller homosexuell. Hennes mor och systern Abigail tog avstånd från Heches anklagelser om faderns sexuella övergrepp efter att boken släpptes och relationerna dem emellan frystes. Kontakten med systern återupptogs dock senare i livet.
Efter skilsmässan från Laffoon började hon dejta en av sina kollegor från Men in Trees, James Tupper. Paret fick sonen Atlas Heche Tupper, innan de separerade 2018.

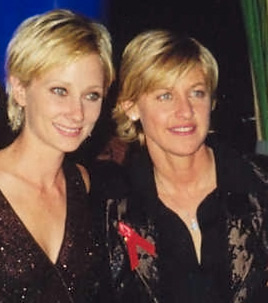
Anne Heche (till vänster) med dåvarande partnern Ellen DeGeneres år 1997.

### Död
Heche var inblandad i en bilolycka den 5 augusti 2022, där hennes bil framförts i hög fart och först kraschat in i ett lägenhetshus och sedan in i ett garage, varpå bilen fattade eld. I samband med detta hamnade hon i koma. Efter några dagar meddelades att Heche utreddes för drograttfylla i samband med kraschen.
Den 11 augusti meddelade Heches familj att hon förklarats hjärndöd, och att hennes organ skulle doneras, i enlighet med Heches önskemål.

## Filmografi (urval)

### Film
- 1992 – O Pioneers! (TV-film)
- 1993 – Huckleberry Finns äventyr
- 1994 – En pappa för mycket
- 1996 – Den edsvurna
- 1997 – Donnie Brasco
- 1997 – Volcano
- 1997 – Jag vet vad du gjorde förra sommaren
- 1997 – Wag the Dog
- 1998 – Sex dagar sju nätter
- 1998 – Från himmel till helvete
- 1998 – Psycho
- 2000 – Mitt liv, mitt val 2 (TV-film; regi och manus)
- 2001 – Reaching Normal (regi)
- 2001 – Prozac Nation
- 2002 – John Q
- 2004 – Birth
- 2005 – Sexual Life
- 2009 – L.A. Gigolo
- 2010 – The Other Guys
- 2011 – Kickoffen
- 2020 – The Vanished
- 2025 – Chasing Nightmares (TBR; Heches sista inspelning)

### TV
- 1987–1991 – Another World (TV-serie)
- 1993 – Indiana Jones äventyr, avsnitt Young Indiana Jones and the Scandal of 1920 (gästroll i TV-serie)
- 2001 – Ally McBeal (TV-serie)
- 2004–2005 – Everwood (TV-serie)
- 2005 – Nip/Tuck (TV-serie)
- 2006–2008 – Men in Trees (TV-serie)
- 2009–2010 – Hung (TV-serie)
- 2014 – The Legend of Korra (TV-serie)